# Servicio Público de Empleo Colombia

## Historia del Servicio Público de Empleo de Colombia
Se han identificado seis momentos en el desarrollo de la institucionalidad del Servicio Público de Empleo: (1) Instrumentos internacionales ratificados por Colombia que hasta 1948 no tuvieron una materialización institucional.  (2) Entre 1948 y 1966, se asigna una función de intermediación a los inspectores del Ministerio del Trabajo; (3) En 1966 el servicio de empleo adquiere un lugar en la estructura orgánica del Ministerio a través del Servicio Nacional de Empleo – SENALDE; (4) a partir de 1989 el Ministerio es concebido como un “órgano directivo en la fijación de políticas”, por lo cual, se trasladan las funciones de operación del SENALDE al Servicio Nacional de Aprendizaje – SENA, (5) Con la escisión del Ministerio de la Protección Social, el Ministerio del Trabajo tiene como una de sus funciones: “Coordinar los servicios públicos de empleo, intermediación laboral, selección y colocación asistida de trabajadores”; (6) Mediante la ley de protección al cesante se crea la Unidad Administrativa Especial del Servicio Público de Empleo. A continuación se presentan en mayor detalle estos desarrollos institucionales:

## Instrumentos internacionales
Desde la primera Conferencia General de la OIT (Convenio n.º 2 sobre el desempleo) se trató el tema de la organización de agencias públicas no retribuidas de colocación, este convenio fue ratificado por Colombia mediante la Ley 129 de 1931. Posteriormente el Convenio n.º 88 de 1948, ratificado por el Congreso de la República mediante la Ley 37 de 1967, recoge diferentes recomendaciones referidas a la organización de un sistema de Agencias Públicas de Colocación, con lo cual se inicia la organización de institucionalidad responsable del tema en el Estado colombiano.

## Primeras experiencias
Fue en el mismo año de 1948, cuando a raíz de las consecuencias del 9 de abril, se promovió y adelantó un programa de colocación por parte del Ministerio de Trabajo, a través de los Inspectores de Trabajo, quienes los sábados se dedicaban a visitar empresas con el fin de buscar empleos para el personal que se presentara a las inspecciones y dependencias del Ministerio en busca de colocación. En este trabajo cooperaron las universidades, la Cruz Roja Nacional y otras instituciones.
De esta época datan las primeras agencias de empleo de carácter privado, las cuales después de la experiencia gubernamental con la colaboración del sector privado, procedieron a darles a sus agencias, cariz lucrativo, cobrando una determinada suma por concepto de matrícula o inscripción y un tanto por ciento al aspirante a empleo por concepto de comisión.
Posteriormente en 1950 se creó el Departamento de Investigaciones Científicas del Trabajo, y el Decreto 2489 de julio 25 del mismo año, reglamentó su funcionamiento estableciendo en su artículo 10: "Realizar investigaciones y estudios sobre las condiciones generales del trabajo en Colombia, especialmente sobre las siguientes materias: a) Clasificación de la población activa por regiones, industrias, oficios y profesiones, con especificación de sexo y edad; b) Registro de trabajadores cesantes".
Para 1953, el Decreto-ley 2318, creó las Bolsas Oficiales del Trabajo "para atender y registrar las ofertas y facilitar las soluciones al problema del desempleo". A las Inspecciones de Trabajo se adscribió el funcionamiento de las Bolsas Oficiales en los municipios de sus respectivas jurisdicciones.

## SENALDE
Durante el periodo de 1966 a 1988 el servicio de empleo, pasó de una función atribuida a las inspecciones del trabajo hasta alcanzar el rango de Dirección General en la estructura orgánica del Ministerio del Trabajo, denominada SENALDE (Dirección General del Servicio Nacional de Empleo), como dependencia operativa especializada en la prestación del servicio público de empleo, que contaba con una red de oficinas localizadas en la mayoría de las capitales de departamentos en el país, prestando un servicio gratuito y cubriendo con cargo al aporte del SENA, los gastos de funcionamiento de estas oficinas.
En cuanto a los servicios de intermediación, en 1971 se regula el funcionamiento de los servicios o agencias lucrativas particulares de colocación o empleo que venían funcionando desde mediados del siglo.
Para la década de 1980 las Oficinas Regionales de Empleo llegaron a ser 22 y tenían como funciones: canalizar la oferta y demanda de trabajo; recopilar datos para elaborar las estadísticas de oferta y demanda de empleo; colaborar con la racionalización de la movilidad geográfica ocupacional de los trabajadores, de acuerdo con las necesidades del mercado de trabajo, y; colaborar con el estudio y planeación de los métodos de orientación, formación y readaptación laboral.

#### El SENA
En 1984, el ministro de Trabajo y Seguridad Social suscribió con Servicio Nacional de Aprendizaje-SENA, un convenio con el objetivo de implementar una política social en el campo del pleno empleo de la fuerza laboral del país, a través del desarrollo de políticas de empleo, formación profesional, productividad y tecnología; para lo cual, se estableció la ejecución de proyectos tendientes a la Modernización administrativa del servicio y a la Sistematización de la gestión de empleo que estaba a cargo de SENALDE.
Con la Ley 1.ª de 1989 se estableció que el Ministerio de Trabajo y Seguridad Social debería asumir su posición de órgano directivo en la fijación de políticas de fomento al empleo en el orden macroeconómico. En desarrollo de la mencionada Ley se expide el Decreto 1421 de 1989, “por medio del cual se transfiere la función de promoción y ejecución de la gestión e intermediación pública y gratuita de empleo que venía desarrollando el Ministerio a través de la Dirección General del Servicio Nacional del Empleo al Servicio Nacional de Aprendizaje” con el fin de fortalecer institucionalmente la formación de los recursos humanos acordes con los requerimientos del mercado laboral, utilizando la información a efectos de orientar y dirigir su función de capacitación y formación profesional. Así, el servicio público y gratuito de intermediación sale de la estructura del Ministerio de Trabajo y Seguridad Social para ser ejercido por el SENA.
La Ley 50 de 1990 establece un nuevo marco legal para la actividad de intermediación de empleo ordenando que las agencias o bolsas de empleo deben ser personas naturales, jurídicas o entidades de derecho público autorizado por el Ministerio de Trabajo y Seguridad Social, quien también ejercerá su vigilancia y control.
A principios de los años 90 el Servicio Nacional de Aprendizaje SENA, asumió la función de “Dirigir y coordinar un sistema de información para el empleo”,  esto implicó un cambio en el alcance y orientación del servicio público de servicio de empleo: el paso de un proceso de “gestión de empleo” al desarrollo de un sistema de información para el empleo.

#### Ministerio del Trabajo (2011- 2013)
En el año 2011, tras la escisión del Ministerio de Protección Social, establecen los objetivos y estructura del Ministerio del Trabajo, determinando entre sus objetivos el “fomento de políticas y estrategias para la generación de empleo estable, la formalización laboral, la protección a los desempleados, la formación de los trabajadores”.
En desarrollo de ese objetivo el Ministerio cuenta con un Viceministerio de Empleo y Pensiones, del cual depende la Dirección de Generación de Empleo y Subsidio Familiar, que a su vez contenía a la Subdirección de Generación de Empleo, que de acuerdo a sus funciones lideraba la implementación, funcionamiento y coordinación de los servicios públicos de empleo, intermediación laboral, selección y colocación asistida de trabajadores.
De esta manera la coordinación del servicio público de empleo quedó nuevamente en cabeza del Ministerio, fortaleciendo la prestación del servicio de cara a la ciudadanía en coordinación con gobiernos municipales y departamentales para que a partir del primero de mayo del año 2013 él se inauguren nuevas oficinas en las principales ciudades del país.
Unidad Administrativa Especial del Servicio Público de Empleo
Con el mandato de la Ley 1636 de 2013 se crea el mecanismo de protección al cesante que busca proteger al trabajador cuando no está trabajando. Acorde con este mecanismo se fortalece financiera e institucionalmente el servicio público de empleo y se crea la Unidad Administrativa Especial del Servicio Público de Empleo, la cual a finales del mismo año y tras a face de expansión del servicio en el país liderada por el Ministerio, asume la función de consolidar la prestación del servicio bajo un nuevo concepto.
El nuevo Servicio de Empleo está soportado por una red de prestadores en la que se integran agencias públicas, privadas, mixtas, lucrativas o sin ánimo de lucro. A diferencia de visiones anteriores en las que los esfuerzos privados y públicos, aunque trataran de colaborar estaban dispersos, en esta nueva face un sistema de información reúne la oferta y la demanda de trabajo en una misma plataforma y bajo una misma administración, haciendo más eficientes los diferentes avances para la colocación laboral de los colombianos.
Actualmente en la red participan cajas de compensación familiar, alcaldías, gobernaciones, las bolsas de empleo de universidades, agremiaciones y otras entidades, la agencia pública de empleo a cargo del SENA y las diferentes agencias privadas, prestando un servicio gratuito a los trabajadores cesantes e integrando su información en una plataforma disponible vía web, facilitando el acceso de más colombianos acorde a las necesidades de los nuevos tiempos.
Colombia presenta una trayectoria, de poco más de medio siglo, en materia de intermediación laboral de carácter institucional, tanto pública como privada. Aun cuando siempre han actuado de forma no institucional en el mercado de trabajo, agentes que vinculan la oferta y la demanda de empleo en distintos sectores, solo hasta mediados del siglo pasado dicha actividad se institucionaliza y se regula. 
La historia de la intermediación laboral con carácter institucional presenta etapas que corresponden a la entidad encargada de la prestación del servicio público de empleo, y a la concepción y grado de desarrollo del mismo. 
La primera fase que va desde el inicio del servicio público a mediados del siglo anterior hasta los años ochenta. La segunda que comprende el período de modernización del servicio y estructuración de un modelo de “Gestión de Empleo”.  La tercera fase que corresponde a la prestación del Servicio Público de Empleo por el Servicio Nacional de Aprendizaje SENA,  y la sustitución por un modelo de un sistema de información de empleo y la última etapa, en que se repotencia el servicio público de empleo adoptando un modelo mixto de prestación del servicio.

### El servicio público de empleo a cargo del Ministerio del Trabajo.
La “…historia formal del Servicio Público de Empleo en Colombia se remonta a 1931, año en que se adoptó la ley 129,  por medio de la cual se ratificó el Convenio número 2 de 1919 de la Organización Internacional del Trabajo – OIT”, que imponía a los Estados miembros que lo ratificarán, la obligación “de establecer un sistema de agencias públicas no retribuidas de colocación, bajo el control de la autoridad central “. Sin embargo solo hasta finales de la década del cuarenta se dan los primeros antecedentes reales de la organización de la bolsa pública de empleo. 
“…servicios de empleo de carácter oficial se remontan al año de 1948, cuando a raíz de las consecuencias del 9 de abril, se promovió y adelanto un programa de colocación por parte del Ministerio de Trabajo con respaldo de las entidades e instituciones tanto de carácter público como privadas”. Dicho programa que respondió a la particular coyuntura provocada por los hechos políticos ampliamente conocidos,   tuvo una permanencia temporal y solo hasta el año de 1953 el Gobierno Nacional, mediante decreto extraordinario 2318  creó la Bolsa Oficial de Trabajo de carácter gratuito,  “Dicha función le fue atribuida o adscrita a las Inspecciones del Trabajo, correspondiéndoles fundamentalmente el registro de oferta y demanda de trabajo, al igual que llevar un registro de empleadores por actividades comerciales y especialidades de trabajo”.
De otra parte, la misma disposición reglamentó la participación de los particulares como agentes comisionistas de servicios,  sujetos al régimen de comercio. Valga aclarar que estos venían actuando desde la experiencia del año cuarenta y ocho, prestando el servicio con ánimo lucrativo, “…cobrando una determinada suma por concepto de matrícula o inscripción y un tanto por ciento al aspirante a empleo por concepto de comisión”.
Puede entonces afirmarse que desde mediados de los años cincuenta ya se contaba con servicios institucionales estructurados de intermediación laboral, que actuaban en los centros urbanos, en tanto que en el sector rural continuaban operando los tradicionales agentes que en forma informal proveían mano de obra en época de siembra, recolección o cosecha, labor de intermediación propiamente dicha. 
Desde ese entonces y a lo largo de tres décadas, el servicio público se construyó como un instrumento de política, para lo cual fue objeto de intervenciones diversas, tendientes a lograr una mejoría en la prestación del servicio, una mayor eficiencia y una ampliación en su cobertura. 
En la estructura del Ministerio del Trabajo y la Seguridad Social, paso de una función atribuida a las inspecciones del trabajo hasta alcanzar el rango de Dirección General, unidad operativa especializada en la prestación del servicio público de intermediación, que contaba con una red de oficinas localizadas en la mayoría de departamento del país. 
Los avances obtenidos en la conformación de una red nacional de oficinas fueron posibles por la celebración de convenios mediante los cuales se transfirieron recursos del Servicio Nacional de Aprendizaje SENA a la correspondiente dependencia del Ministerio del Trabajo y Seguridad Social.

#### Hacia un modelo de Gestión de Empleo
En el año de 1984, se suscribió entre el ministro de Trabajo y Seguridad Social y el director general del Servicio Nacional de Aprendizaje, el último de los convenios con el objeto de “... lograr la mutua colaboración entre las dos entidades y el Ministerio de Trabajo y Seguridad Social para el desarrollo de la política social del Gobierno Nacional en el campo del pleno empleo de la fuerza laboral del país a través del desarrollo conjunto de políticas de empleo, formación profesional, productividad y tecnología”. Se convino ejecutar un conjunto de proyectos tendientes a: “i)  la “Modernización administrativa del servicio” y la “ii) Sistematización de la gestión de empleo” a cargo de SENALDE.  
De esta manera se respondió a algunos hallazgos y recomendaciones de la Misión de Empleo, tan bien conocida como “Misión Chenery”, convocada por el Gobierno del presidente Betancourt a mediados de la década del ochenta ante el agravamiento de la situación de empleo, la cual efectuó un diagnóstico sobre la situación y perspectivas del mercado de trabajo. Entre los resultados obtenidos por la misión, cabe destacar la afirmación de que los problemas cíclicos y estructurales tenían una importancia similar. Para la época se señaló como nivel del desempleo “estructural”  alrededor del ocho por ciento (8%), equivalente, en ese momento,  a algo más del cincuenta por ciento de la tasa de desempleo. 
“Durante aproximadamente cuatro (4) años se implementaron proyectos orientados a la modernización del servicio público y gratuito de empleo. Se avanzó en la conformación de la Red del Servicio Público de Empleo RENACE, se desarrollaron proyectos en materia de sistematización y automatización del servicio; se avanzó en el desarrollo de bancos de pruebas por ocupaciones para efectos de la certificación y validación profesional; se trabajó en la actualización de la Clasificación Nacional de Ocupaciones; se desarrolló el manual de Orientación Profesional y Ocupacional y se promocionaron formas organizativas para trabajadores independientes y capacitación a desempleados, todos ellos como elementos indispensables para una más eficiente labor de colocación. “
Esta etapa concluye en el año 1989, en que el Gobierno Nacional, al momento de reestructurar el Ministerio del Trabajo y Seguridad Social, tomó la determinación de trasladar la función de “… promoción y ejecución de la gestión e intermediación pública y gratuita de empleo..” al Servicio Nacional de Aprendizaje SENA. 
Tal decisión obedeció a tres razones fundamentales: i) El alto porcentaje (50%) de la tasa de desempleo correspondía a un carácter estructural y por consiguiente, se requería que el servicio público de empleo integrara a más de la labor de intermediación, acciones complementarias en capacitación y recalificación de desempleados, certificación y validación, orientación ocupacional, asistencia para el emprendimiento , etc., que eran de competencia del SENA; ii) En la última década la financiación del servicio de empleo, en proporción importante, se efectuó con cargos a recursos provenientes del presupuesto del SENA, y, iii) Que para el SENA resultaba de gran importancia tener un conocimiento inmediato sobre las necesidades en materia de recursos humanos de los distintos sectores productivos, información que obtendría en la prestación del servicio público de empleo,  a efectos de orientar y dirigir su función de capacitación y formación profesional.

#### El Servicio Público de Empleo a cargo delSENA
Con el decreto 1421 de 1989 se transfirió la función al SENA y se señalaron los criterios que fijaron el alcance, desarrollo y prestación del servicio transferido, a saber:
“PARAGRAFO. Para el cumplimiento de esta función el Servicio Nacional de Aprendizaje -SENA- tendrá en cuenta los siguientes aspectos:
a. Los servicios de empleo deberán contar con áreas para la orientación ocupacional
b.  Los servicios de empleo comprenderán actividades de gestión, promoción y capacitación complementaria, para las personas del sector informal de la economía.
c.  Los servicios de empleo deberán disponer de apoyo técnico en materia de información sobre ocupaciones, formas de vinculación y niveles de calificación. Para el efecto diseñaran y coordinarán los programas de capacitación complementaria, validación y certificación ocupacional. 
d.  Los servicios de empleo incluirán actividades de orientación y capacitación al trabajador para la consecución del empleo más conveniente a su formación y aptitudes y al empleador para vincular trabajadores de acuerdo con sus necesidades." (Parágrafo Art.1.º Dcto. 1421 de 1989). 
A partir del mes de julio de 1990, la Regional de Antioquia del Servicio Nacional de Aprendizaje SENA, asumió la función de intermediación pública y gratuita a cargo del Estado, para lo cual se adoptó un programa o prueba piloto entre el Ministerio de Trabajo y Seguridad Social y el SENA, previéndose la total transferencia en un término aproximado de dos años.  
Con  el decreto 2149 de 1992, el Gobierno Nacional reestructuró el Servicio Nacional de Aprendizaje SENA, y en su artículo 3  estableció como función de la entidad la de “Dirigir y coordinar un sistema de información para el empleo”. (subrayo), cambiando completamente el alcance y orientación del servicio del servicio de empleo, del transferido en el año 89 por ministerio
Procede insistir, que de la función transferida inicialmente de “gestión de empleo”, se pasó a la de desarrollo de un sistema de información. 
Tal concepción del servicio de empleo se consolida en el año de  1994, al adoptar la estructura del SENA, con la ley 119, se le asigna a esta institución la función de “crear y administrar un sistema de información sobre oferta y demanda laboral” (Numeral  5.º,   Art. 4 Ley 119 de 1994).
Finalmente, mediante decreto 249 de 2004, con el cual adoptó la nueva estructura del SENA, reorientó la concepción del servicio a cargo de la entidad, retornando nuevamente a un servicio público de empleo, que integra diversas actividades, a saber: cruce de oferta y la demanda,  promoción de integración de redes de sistemas de información y servicios de empleo; desarrollo estrategias de promoción del servicio público de empleo;  diseño de programas de capacitación y actualización a desempleados, poblaciones vulnerables y demás grupos especiales, de acuerdo con las necesidades del mercado laboral, para el mejoramiento del empleo y la empleabilidad del país; desarrollo y aplicación de metodologías para la orientación ocupacional; análisis laboral y ocupacional; certificación ocupacional, acciones de emprendimiento y desarrollo tecnológico;  Producción de estadísticas sobre la situación y tendencias del mercado laboral y ocupacional Colombiano; actualización de la Clasificación Nacional de Ocupaciones y el Diccionario Ocupacional, modelo de gestión de empleo. 
Para la ejecución de tales actividades se conformó el Grupo de Trabajo de Empleo y Trabajo Intercentros, que en cada regional han sido asignados a un centro de formación. 
El Servicio Público de Empleo un modelo mixto de prestación del Servicio.
Esta última etapa, responde al compromiso del gobierno Santos de enfrentar el desempleo como uno de los males más severos que padece la población colombiana. El reconocimiento y convicción acerca de la importancia del Servicio Público de empleo como un instrumento de política activa de empleo. 
Con tal propósito el Gobierno promovió ante el Congreso creación de un mecanismo integral de protección al cesante. Tal iniciativa se concreta con la promulgación de la Ley1636 y la expedición del decreto 2852 de 2013, mediante los cuales se crea el nuevo Servicio Público de Empleo, bajo la rectoría del Gobierno Nacional, en cabeza del Ministerio del Trabajo. Se integra una red prestadores del servicio, públicos y privados, que bajo la coordinación de una nueva dependencia, la Unidad Administrativa Especial del Servicio Público de Empleo, tiene la responsabilidad de hacer más eficiente y transparente el funcionamiento del mercado laboral, a través de la prestación de servicios especializados de gestión y colocación. 
Esta nueva visión fundada en la construcción de un “servicio público”, como expresión del Estado Social de Derecho,  es capaz de articular los diversos agentes que actúan en el mercado de laboral, de coordinar y articular las diversas políticas activas de empleo, de permitir aunar y focalizar esfuerzos que en materia de mediación, capacitación y recalificación se realizan en el país bajo la responsabilidad del Estado a quien le compete garantizar la efectiva realización del derecho fundamental al trabajo y a la libertad de empresa.
Primer director de la Unidad: Luis Ernesto Gómez Londoño

## Insumos
Tabla 1. Normatividad y documentos internacionales sobre empleo.
Año
Documento
Organismo Internacional
Principal Contenido
1934
Convenio 44*
OIT
Desempleo
1949
Convenio 69*
OIT
Agencias Retribuidas de Colocación
1963
Declaración de Cundinamarca
Conferencia Interamericana de Ministros del Trabajo (Alianza para el Progreso)
Recomendó que los Ministros del Trabajo crearan Servicios de Empleo que ayudaran al trabajador a encontrar ocupación adecuada y a los empleadores a encontrar trabajadores idóneos; al mismo tiempo debería servir de fuente de información acerca de las necesidades del trabajo y de las oportunidades de empleo.
1964
Convenio 122*
OIT
política de empleo
1966
Plan de Acción de Caraballeda
Plan de Acción de Caraballeda
Recomendó la estructuración de servicios de empleo como parte programas de los Consejos Nacionales de Empleo y Recursos Humanos, los cuales contarán además con los recursos necesarios para desarrollar la organización e información de los mercados de empleo, análisis y orientación ocupacional, servicios industriales y colocación.
1966
Octava Conferencia de los Estados Americanos de la OIT
Octava Conferencia de los Estados Americanos de la OIT
1970
Hacia el Pleno Empleo
Misión de Alto Nivel de la OIT
Colombia fue país piloto para los programas de empleo durante la década de 1970 a 1980, conceptuó que para la armonía entre las políticas se requería que el Servicio Nacional de Empleo informara sobre la situación del empleo; encauzara la orientación y la formación profesional; facilitara la contratación para satisfacer necesidades estacionales de mano de obra; determinara las especializaciones escasas y las necesarias para cumplir las metas de empleo; reemplazara la labor de los servicios privados de colocación; buscara el equilibrio entre oferta y demanda dentro del mercado laboral y pusiera en marcha las oficinas de empleo en forma gradual.
1975
Convenio 142*
OIT
Relativo a la orientación profesional y a la formación profesional en el desarrollo de los recursos humanos
- Aún no ratificados por Colombia.

Son estos dos instrumentos internacionales los que han tenido la influencia más relevante en materia de empleo sobre la institucionalidad en Colombia, sin embargo han sido múltiples los documentos y normatividad internacional que han influido y dado forma a lo largo de la historia al servicio de empleo.

## Enlaces
- www.mintrabajo.gov.co Archivado el 27 de junio de 2017 en Wayback Machine.
- www.serviciodeempleo.gov.co
- www.buscadordeempleo.gov.co

- Datos: Q17629968